# Judaísmo y cristianismo

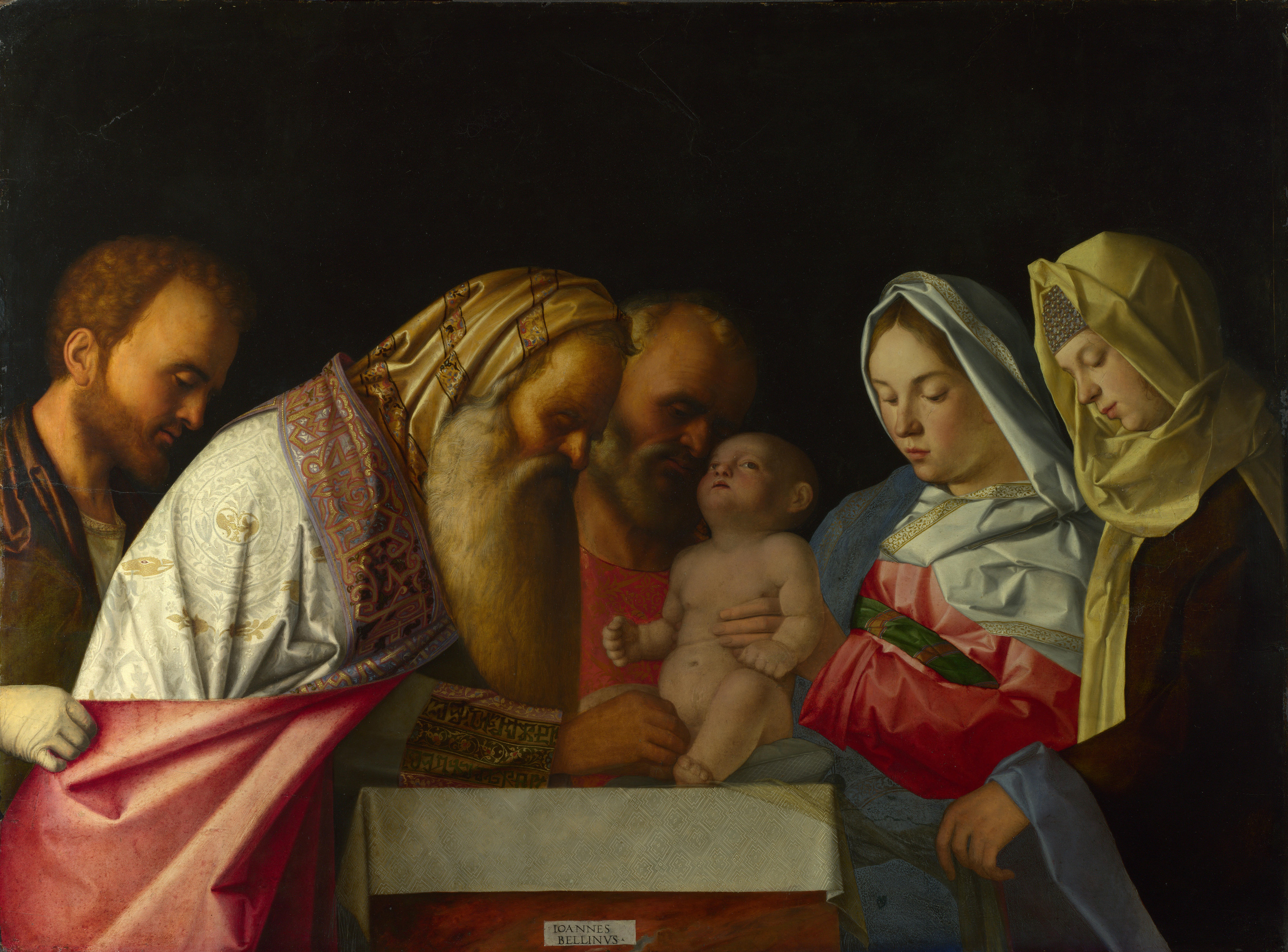
Giovanni Bellini representa la Circuncisión de Cristo desde el respeto hacia esa milenaria tradición hebrea que señala el convenio abrahámico. Realizado en Venecia hacia 1500, este óleo tiene su fuente de inspiración en el Evangelio (Lucas 2:21): Es una imagen del Renacimiento italiano que fue sumamente apreciada y reproducida a lo largo de todo el. La pintura es exhibida en la Galería Nacional de Londres.

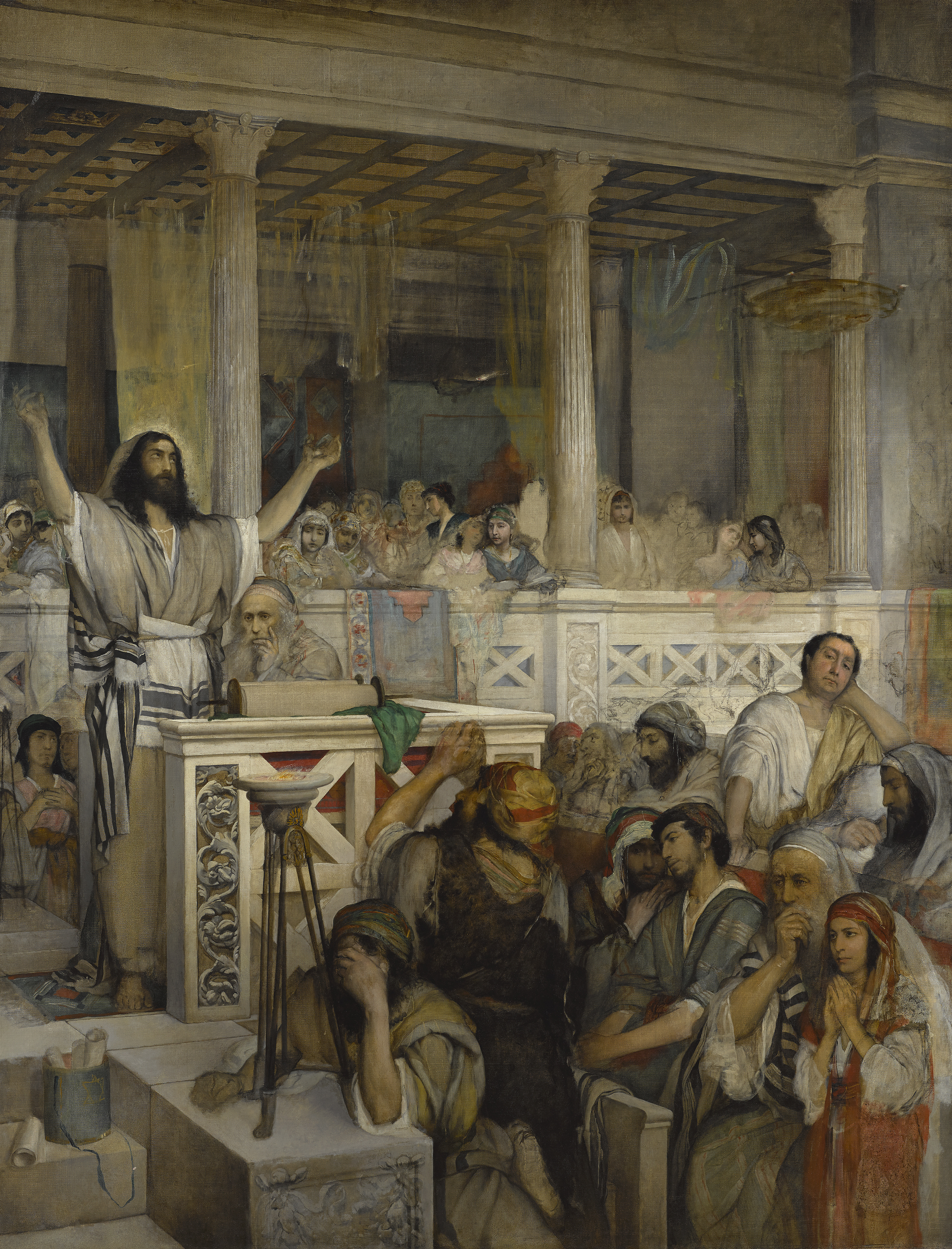
Cuando Maurycy Gottlieb representa a Cristo predicando en Cafarnaúm en 1878-79, Jesús de Nazaret, provisto de cristiana aureola, porta además un manto de oraciones judío (talit). Los judíos oyen lo que Jesús predica e incluso hay quienes comentan al respecto. Hay quien lo aclama y quien literalmente se agarra la cabeza. Hay quien tiene fe y quien manifiesta indiferencia. A través de su obra y desde su judaísmo, Gottlieb intenta reabrir el diálogo entre ambos grupos e introduce todo el espectro de diferentes opiniones y reacciones que caracterizan a su pueblo. La obra es exhibida en el Museo Nacional de Varsovia.

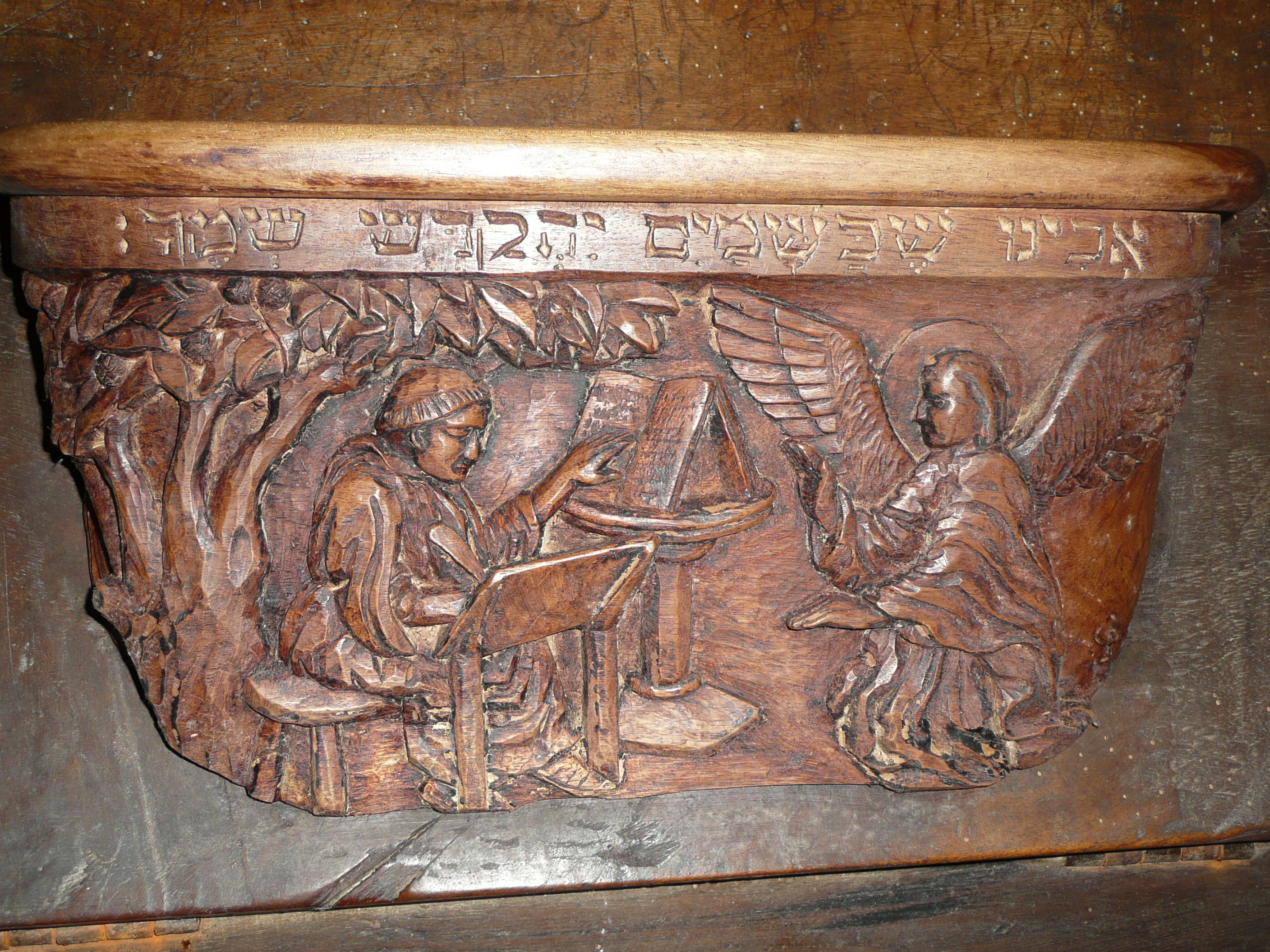
Talla medieval con monje inspirado por un ángel al traducir un texto bíblico del hebreo al latín. Sobre la imagen se encuentra incisa la siguiente inscripción hebrea: "אבינו שבשמים יהקדש שמך" (Avinu shebashamáim iheakdesh shimjá), es decir, "Nuestro padre que [está] en los cielos santificará tu nombre". Misericordia gótica, Iglesia de St Pons de Thomières, Francia

El judaísmo y el cristianismo son dos religiones abrahámicas monoteístas, con varios puntos en común y también con marcadas diferencias, tanto en la teología como en la práctica.
Cada religión tiene su propio ethos y sus fundamentos. Y no existe ninguna religión que sea completamente monolítica. En cada una de ellas existen valiosas expresiones individuales de diálogo interreligioso establecido por los creyentes.
En el cristianismo, a partir del siglo IV, varios sínodos fueron elaborando listas de escritos sagrados que fijaban un canon del Antiguo Testamento de entre 46 y 54 distintos documentos y un canon del Nuevo Testamento de 20 a 27, siendo este último el utilizado hasta el día de hoy; el cual fue definido finalmente en el Concilio de Hipona en el año 393. Sin embargo, esta lista definitiva de 27 libros no fue legitimada por ningún concilio ecuménico sino hasta el Concilio de Trento (1545-63).
Junto con el aporte grecorromano, aquello que puede denominarse judeocristianismo constituye uno de los pilares fundamentales de la civilización occidental así como también un notable factor en la formación del concepto "Europa" como entidad política, económica y cultural. Llegó a debatirse la posibilidad de incluir términos como «judaísmo», «cristianismo» y «judeocristianismo» durante la redacción del proyecto del Tratado por el que se establece una Constitución para Europa cuyo "Preámbulo" fue muy discutido, «precisamente por su vaguedad al hablar de la historia y tradiciones culturales constitutivas».
Con todo, existen también personas de ambos grupos que reconocen la importancia de establecer un diálogo interreligioso que resulte provechoso para ambas partes y dé lugar a unas acciones humanitarias basadas en la cooperación y el respeto mutuo. Existen algunas preexistencias visuales que sugieren la necesidad de un reencuentro entre cristianos y judíos. 

## Diferencias y convergencias
Según la Pontificia Comisión Bíblica, el Nuevo Testamento es esencialmente una proclamación del cumplimiento del designio de Dios en Jesucristo y debido a ello se encuentra en desacuerdo con la parte del pueblo judío que no cree en dicho cumplimiento. La mencionada comisión sostiene que el Nuevo Testamento es fiel a la revelación del Antiguo Testamento pero que en varios puntos está en desacuerdo con el judaísmo. Ese desacuerdo, sostiene, es a nivel de creencia, y además en el pasado fue fuente de varias controversias religiosas entre dos grupos humanos que comparten la misma fe de base en el Antiguo Testamento, pero que en su momento se dividen en el modo de concebir el desarrollo ulterior de dicha fe.
Con todo, la misma Comisión Bíblica Pontificia indica que:

La constatación de una discontinuidad entre ambos Testamentos y de una superación de las perspectivas antiguas no debe llevarnos a una espiritualización unilateral. Lo que ya se ha cumplido en Cristo debe cumplirse todavía en nosotros y en el mundo. El cumplimiento definitivo será el del final, con la resurrección de los muertos, los cielos nuevos y la tierra nueva. La espera mesiánica de los judíos no es vana. Puede convertirse para nosotros cristianos en un poderoso estímulo para mantener viva la dimensión escatológica de nuestra fe. Nosotros como ellos vivimos en la espera.

De suma importancia para las relaciones entre el cristianismo y el judaísmo ha sido la Declaración Nostra Aetate . La misma fue aprobada por 2221 votos contra 88 en octubre de 1965. Nostra Aetate, 4:

Al investigar el misterio de la Iglesia, este Sagrado Concilio recuerda los vínculos con que el Pueblo del Nuevo Testamento está espiritualmente unido con la raza de Abraham.
Pues la Iglesia de Cristo reconoce que los comienzos de su fe y de su elección se encuentran ya en los Patriarcas, en Moisés y los Profetas, conforme al misterio salvífico de Dios. Reconoce que todos los cristianos, hijos de Abraham según la fe, están incluidos en la vocación del mismo Patriarca y que la salvación de la Iglesia está místicamente prefigurada en la salida del pueblo elegido de la tierra de esclavitud. Por lo cual, la Iglesia no puede olvidar que ha recibido la Revelación del Antiguo Testamento por medio de aquel pueblo, con quien Dios, por su inefable misericordia se dignó establecer la Antigua Alianza, ni puede olvidar que se nutre de la raíz del buen olivo en que se han injertado las ramas del olivo silvestre que son los gentiles. [...]
La Iglesia tiene siempre ante sus ojos las palabras del Apóstol Pablo sobre sus hermanos de sangre, "a quienes pertenecen la adopción y la gloria, la Alianza, la Ley, el culto y las promesas; y también los Patriarcas, y de quienes procede Cristo según la carne" (Rom., 9,4-5), hijo de la Virgen María. Recuerda también que los Apóstoles, fundamentos y columnas de la Iglesia, nacieron del pueblo judío, así como muchísimos de aquellos primeros discípulos que anunciaron al mundo el Evangelio de Cristo.
[...] Como es, por consiguiente, tan grande el patrimonio espiritual común a cristianos y judíos, este Sagrado Concilio quiere fomentar y recomendar el mutuo conocimiento y aprecio entre ellos, que se consigue sobre todo por medio de los estudios bíblicos y teológicos y con el diálogo fraterno.

También es importante, en lo que concierne a las relaciones entre el judaísmo y el cristianismo, el documento titulado Dabru Emet (Heb. דברו אמת, "Decid [la] verdad"), redactado en el 2000 por 220 rabinos e intelectuales y que representa a todas las ramas del judaísmo. Este último documento reconoce las diferencias teológicas entre las dos religiones y a su vez afirma el dominio común a ambas, dándole legitimidad al cristianismo de los gentiles desde el punto de vista judío. Aunque Dabru Emet no es documento oficial de ninguna denominación judía, no por ello deja de ser representativo de aquello que los judíos sienten y que es expresado a través de ocho tópicos, donde se destaca particularmente la noción de que la humanamente irreconciliable diferencia [teológica] entre judíos y cristianos no encontrará solución ninguna hasta que Dios redima al mundo entero, tal como lo promete la Escritura. En dicho documento también se reconoce que una nueva relación entre judíos y cristianos no tiene por qué debilitar las observancias judías y que ambas comunidades deben trabajar conjuntamente por la justicia y la paz.
Igualmente, un grupo de 25 rabinos ortodoxos de distintos países firmaron el 3 de diciembre de 2015 la declaración Para hacer la voluntad de nuestro Padre en el Cielo: hacia una asociación entre judíos y cristianos.En dicho documento de 7 puntos, se lee en su introducción:

 Después de casi dos milenios de hostilidad y enemistad mutua, nosotros, rabinos ortodoxos que lideramos comunidades, instituciones y seminarios en Israel, Estados Unidos y Europa, reconocemos la oportunidad histórica que tenemos hoy frente a nosotros. Tratamos de cumplir la voluntad de nuestro Padre que está en el Cielo aceptando la mano que nos ofrecen nuestros hermanos y hermanas cristianos. Judíos y cristianos debemos trabajar juntos como socios para abordar los desafíos morales de nuestra era.

El papa Juan Pablo II se esmeró en mejorar las relaciones entre la cristiandad y la judeidad, siendo además el primer pontífice católico que hizo una visita oficial a la Sinagoga, donde oficialmente expresó su apología en nombre de la Iglesia católica por su proceder contra los judíos a lo largo de la historia. En tal ocasión se refirió al judaísmo como "el hermano mayor" del cristianismo.
Benedicto XVI por su parte expresó un punto de vista similar a aquel de los rabinos, dejando claro en un libro publicado en 2004 junto con Marcello Pera que el diálogo intercultural puede a menudo ser positivo, pero que el diálogo teológico es prácticamente imposible y no siempre deseable. También el 2010 fue recibido por la comunidad judía de Roma.
El papa Francisco también ha tenido excelentes relaciones con líderes judíos, por ejemplo su gran amistad (desde que era el cardenal Bergoglio) con el rabino argentino Abraham Skorka, y luego de su elección como papa, envió un mensaje de amistad a Riccardo Di Segni, Rabino principal de Roma y —por extensión— al pueblo judío. Igualmente ha recibido delegaciones de líderes judíos en el Vaticano. También ha recordado la importancia de seguir con esta relación de fraternidad.

## Interés recíproco
El mismo se ha manifestado de un modo significativo a partir del Iluminismo propio del siglo XVIII. El arte se manifiesta también como un campo de interés recíproco.
Artistas cristianos de las épocas más diversas que han plasmado en su obra un considerable interés por la cultura hebraica o por las tradiciones judías. Entre ellos lugar destacado ocupan Rembrandt, Delacroix, Niki de Saint Phalle, Robert Indiana y Salvador Dalí.

Respecto a los artistas hebreos, destacado es el interés de algunos de ellos respecto a Jesús y su prédica, especialmente en obras ejecutadas durante los siglos XIX y XX. Entre estas últimas merece ser mencionado el aporte de artistas tales como Maurycy Gottlieb, Max Liebermann, Isaak Asknaziy y Marc Chagall.

Tanto el Decálogo como el candelabro hebreo de siete brazos forman parte del repertorio tradicional iconográfico cristiano.
En una monumental escultura del siglo XXI, realizada por Wolfgang Bialas y emplazada en la Basílica de San Pedro de la Ciudad del Vaticano en 2006, la hermana carmelita Edith Stein —beatificada y canonizada como Santa Teresa Benedicta de la Cruz— porta conjuntamente los rollos de la Torá y una Cruz Latina.
Mas en términos iconográficos, la imagen mencionada constituye un caso atípico e incluso extraordinario, dado que la coexistencia de atributos judaicos y cristianos que son portados por una misma figura constituye una novedad en la milenaria iconografía cristiana. De hecho, cada una de las femeninas personificaciones medievales de la fe —cristiana y mosaica respectivamente— presenta atributos que le son propios. Conocidas en latín como Ecclesia et Synagoga (Iglesia y Sinagoga), y simbolizando respectivamente a los dos Testamentos en que se divide la Biblia cristiana, dichas figuras alegóricas eran de naturaleza eclesiástica y establecían en tiempos del Medioevo un pronunciado y tendencioso contraste teológico, solo inicialmente exento de antijudaísmo. Aunque el mencionado par alegórico continúe desde entonces presente en varias catedrales europeas, la posición actual del cristianismo ya no es reflejada a través de un par de figuras contrastantes o antitéticas, sino mediante otro que es considerablemente distinto y donde las alegorías son expresadas en términos de figuras que sugieren tanto el diálogo como la conciliación. Ello se constata a través de pares contemporáneos de personificaciones que simbolizan respectivamente al judaísmo y al cristianismo y que pueden observarse en el vitral de 1995 por Helmut Heinemann en la Iglesia católica parroquial de Santa Bárbara en Bonn-Ippendorf, en un par escultórico realizado en bronce por la hermana australiana Paula M. Turnbull hacia 2000, y en una estampa de 2007 elaborada por el artista holando-americano Bert Menco.
En el vitral de Heinemann y la escultura de Turnbull, las figuras de Ecclesia et Synagoga son fácilmente identificables y presentan actitudes de diálogo que son expresadas en términos calmos y que invitan a la contemplación. En el grabado de Menco, por otra parte, ambas figuras comunican una actitud serena y asimismo comparten un espacio central que les es común. Acerca de este trabajo expresó su autor hacia 2010:

La inspiración para esta aguatinta proviene de las esculturas que se encuentran en muchas catedrales góticas europeas [...] que representan a la Iglesia victoriosa junto a una Sinagoga sumisa y en estado grave; la Iglesia con un estandarte que se asemeja a una espada, engreída y rimbombante, [en relación a] Sinagoga, cabizbaja, con ojos vendados y estandarte quebrado. [...] En mi imagen, Iglesia ha bajado sus espadas cruciformes, [...] en tanto que Sinagoga presenta removida su venda y, en vez de un estandarte quebrado, ella porta un candelabro de siete brazos con todas sus lámparas encendidas, [...] como [sucedía con] aquél que estaba en el Templo de Jerusalén [...]. El propósito de la imagen es el expresar que Iglesia y Sinagoga son socias por partes iguales [en su quehacer] y no el que una es mejor que la otra. Las imágenes alrededor de la escena central [que contiene a las figuras de Iglesia y Sinagoga] no son otra cosa que las gárgolas que [a menudo] se encuentran en [... las] catedrales. —Bert Menco.

## Galería interactiva
Presenta trabajos que testimonian el interés de sus autores por las tradiciones y el acervo cultural de su prójimo.

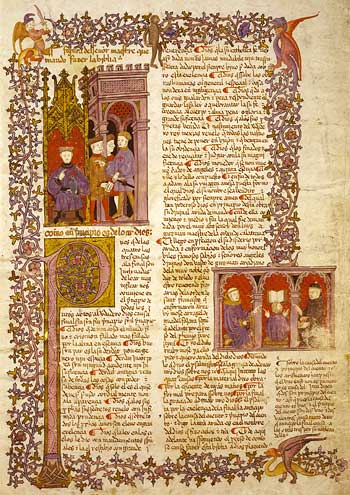
Biblia de Alba, 1422-1433. Biblia hebrea traducida al romance por el toledano Rabí Mošé Arragel,[30] por encargo de Don Luis González de Guzmán, Maestre de la Orden de Calatrava. Las imágenes que acompañan el texto del rabino hispano fueron realizadas por un miniaturista cristiano. Se trata de un texto miniado en estilo gótico español y de un importante ejemplo de arte sefardí.
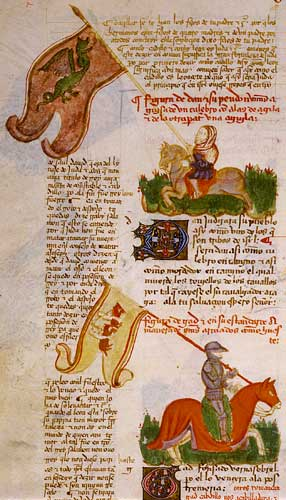
González de Guzmán fue un cristiano noble que se interesó por tener acceso directo a la versión de las Sagradas Escrituras que disponían entonces los hebreos hispanos. El Maestre deseaba conocer los puntos de vista tanto de exegetas judíos como cristianos. Eso llevó a un trabajo de colaboración entre el mencionado rabino y varios eruditos cristianos. El fol. 57v de la Biblia de Alba muestra dos representantes de las Tribus de Israel. En consonancia con los códigos del siglo XV, Dan y Gad, ambos hijos de Jacob, encuentran expresión como dos hidalgos jinetes abanderados, identificables por sus respectivos símbolos e inscripciones.
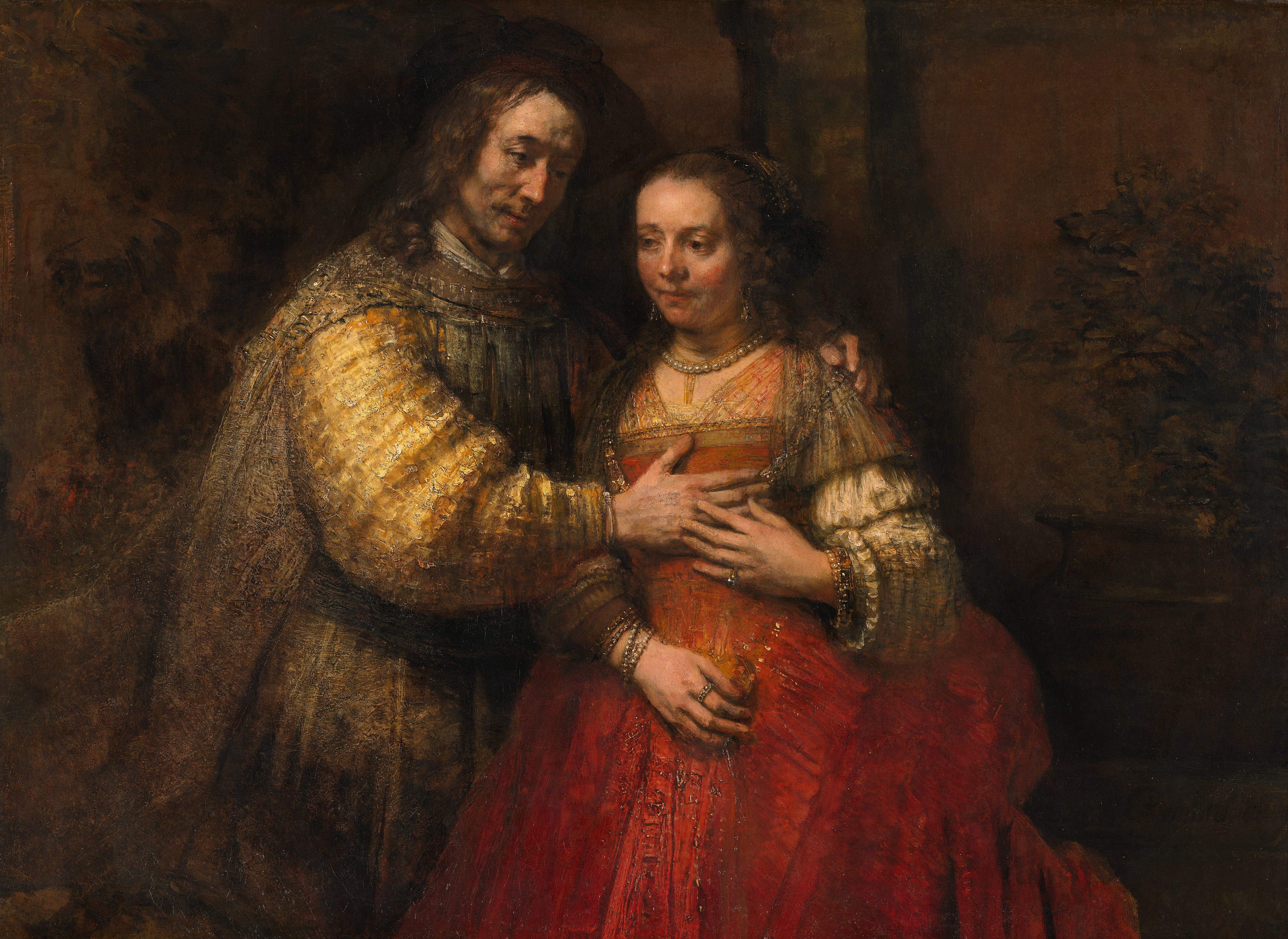
Rembrandt, La novia judía, óleo, 1666. Rijksmuseum Ámsterdam.
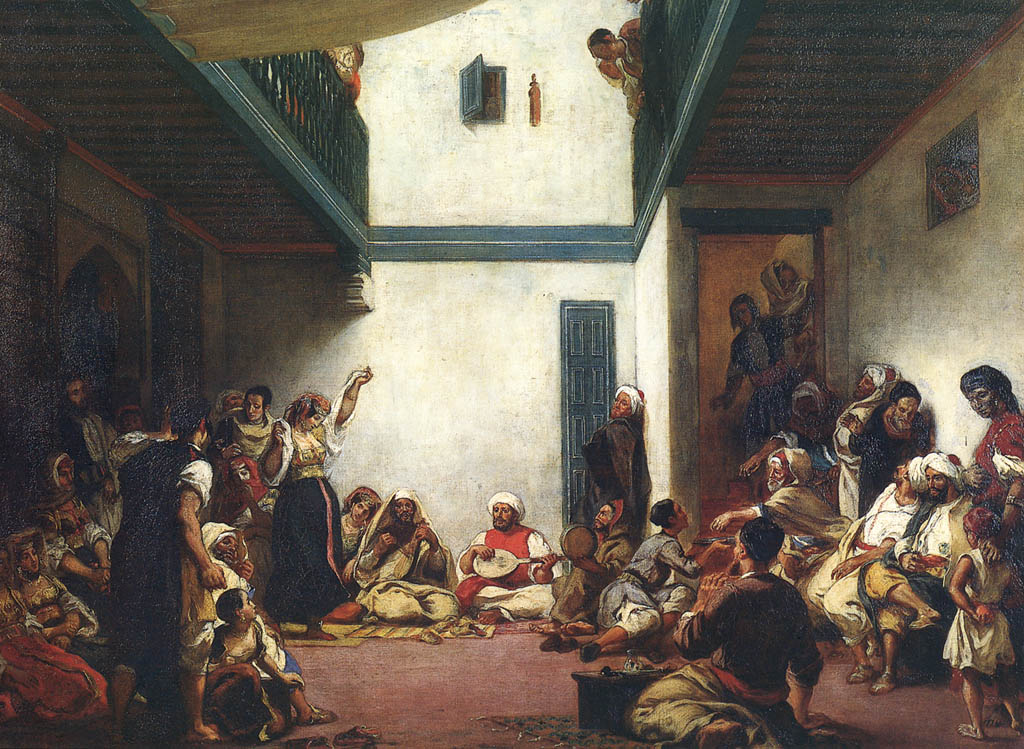
Delacroix, Boda judía en Marruecos, óleo, 1837-1841.[32] Museo del Louvre, París.
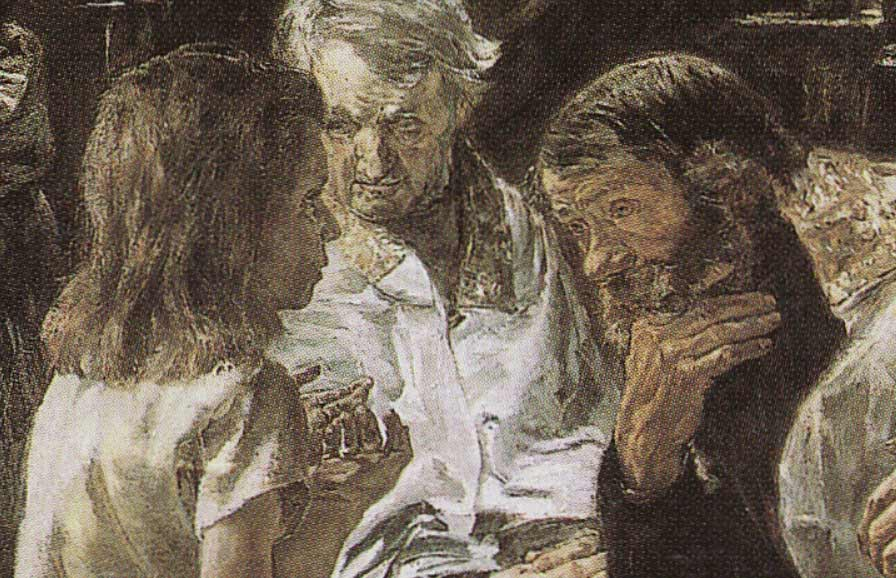
Max Liebermann, Jesús de doce años en el Templo, detalle, 1879.
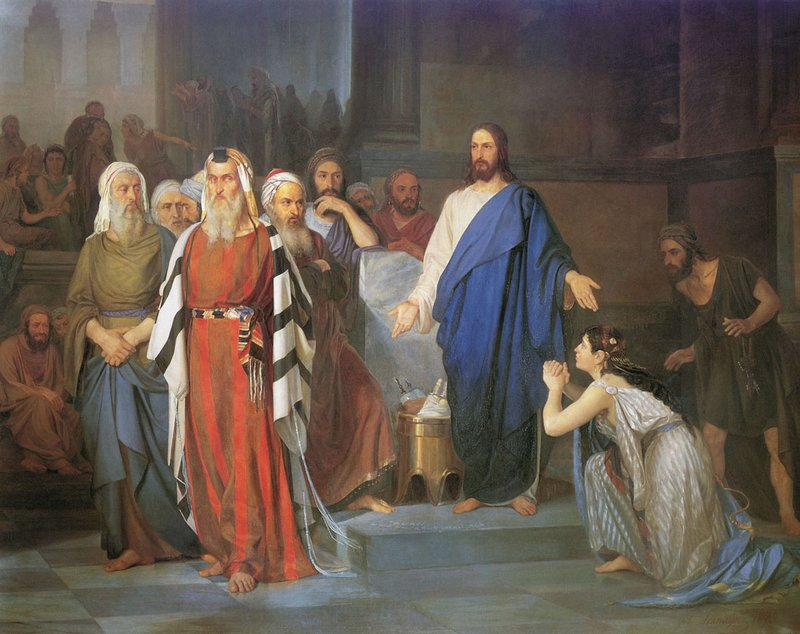
Isaak Asknaziy, Jesús y la mujer adúltera, siglo XIX.
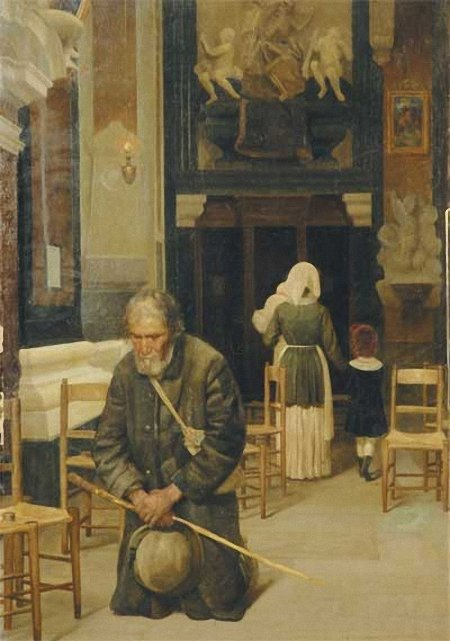
Asknaziy, En la iglesia, 1884
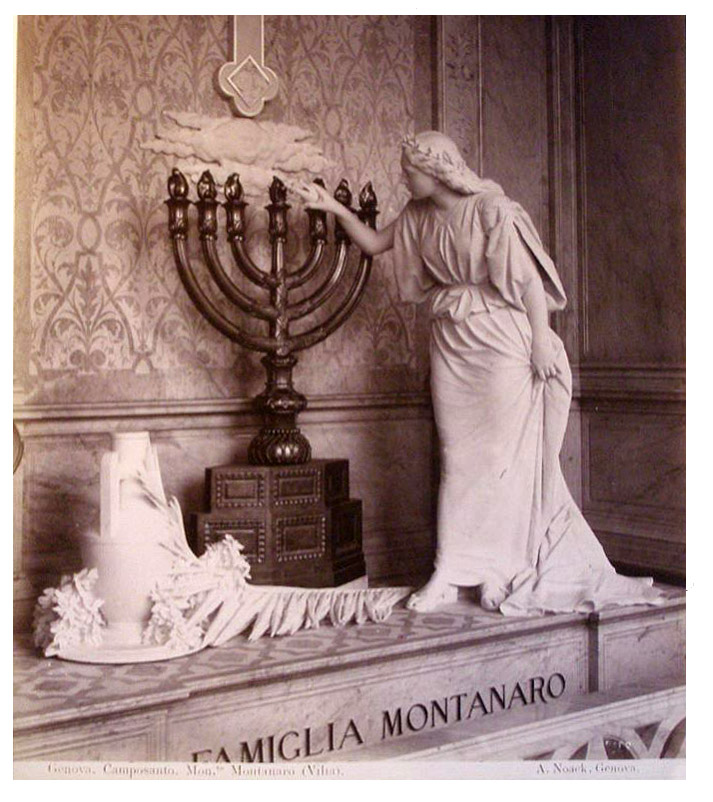
Giovanni Battista Villa, Mausoleo Montanaro, Cementerio de Staglieno, Génova, 1888.[35] Una figura alegoríca o personificación de la Fe enciende el último brazo de la Menorá (ubicada en esta composición escultórica en proximidad a una Cruz latina, no visible en la imagen).[36] Idénticos motivos y composición reaparecen en otro Mausoleo de Buenos Aires.
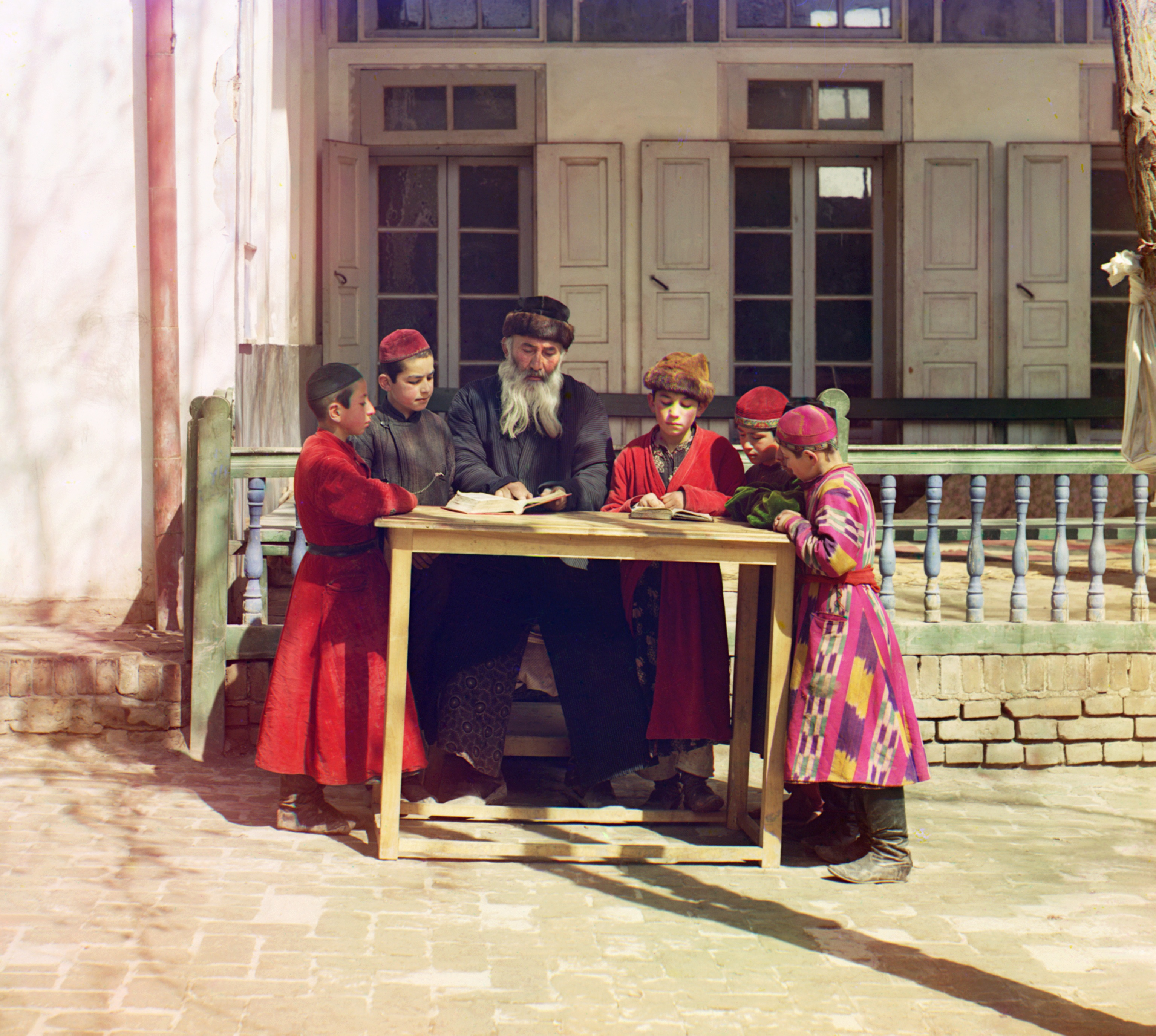
Serguéi Prokudin-Gorski, Escolares judíos estudiando con su maestro, Jéder de Samarcanda, 1909-1915. Fotografía en color tomada en el Imperio ruso.
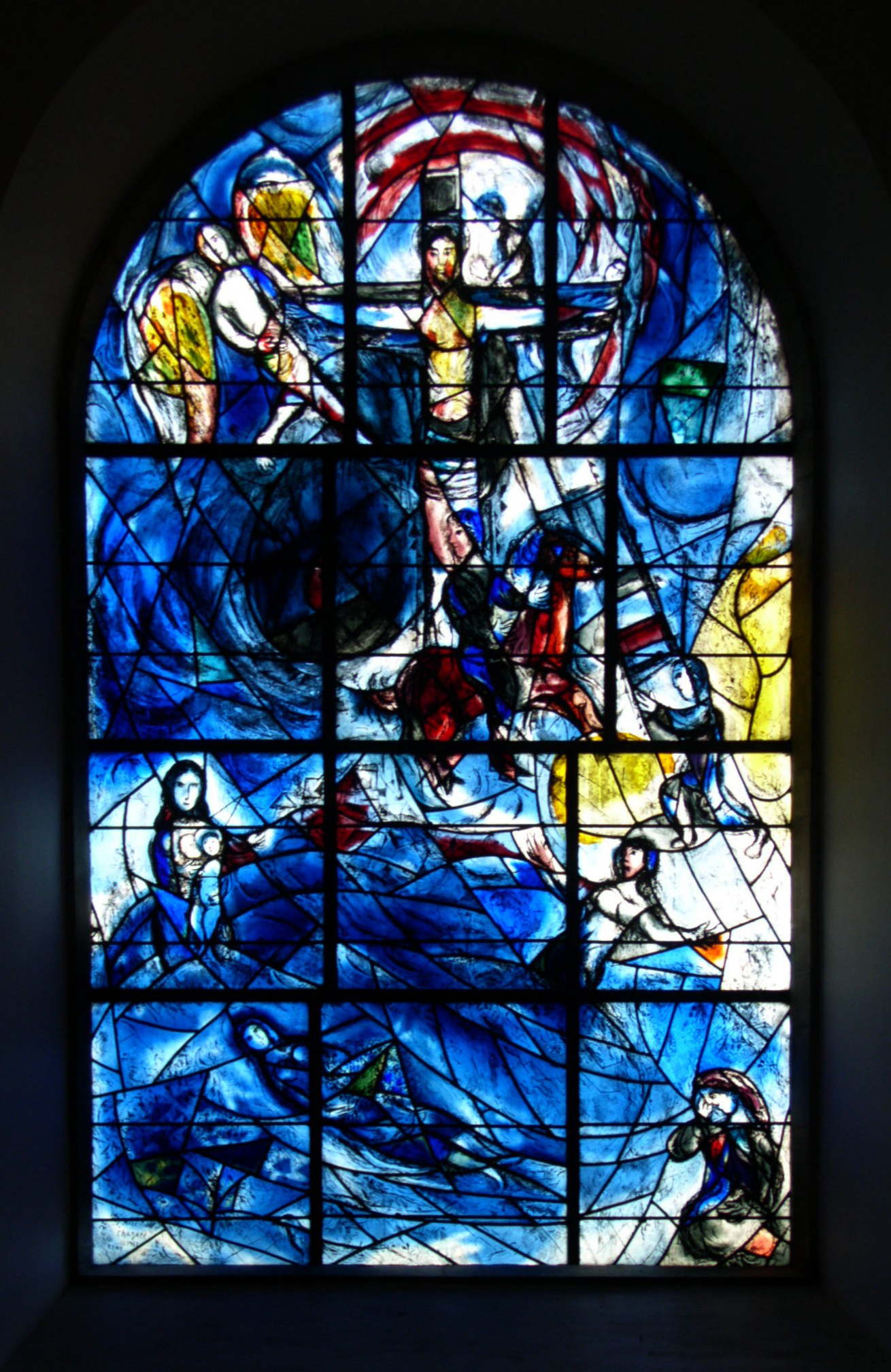
Marc Chagall, Vitral de la Iglesia de Todos los Santos, Tudeley-Kent, 1963
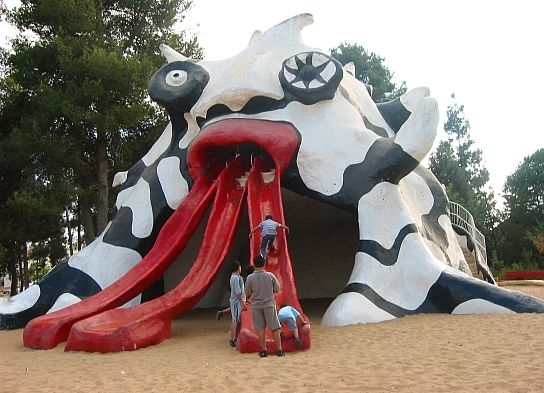
Niki de Saint Phalle, El Golem, Kiryat Hayovel, Jerusalén, 1971-1972.
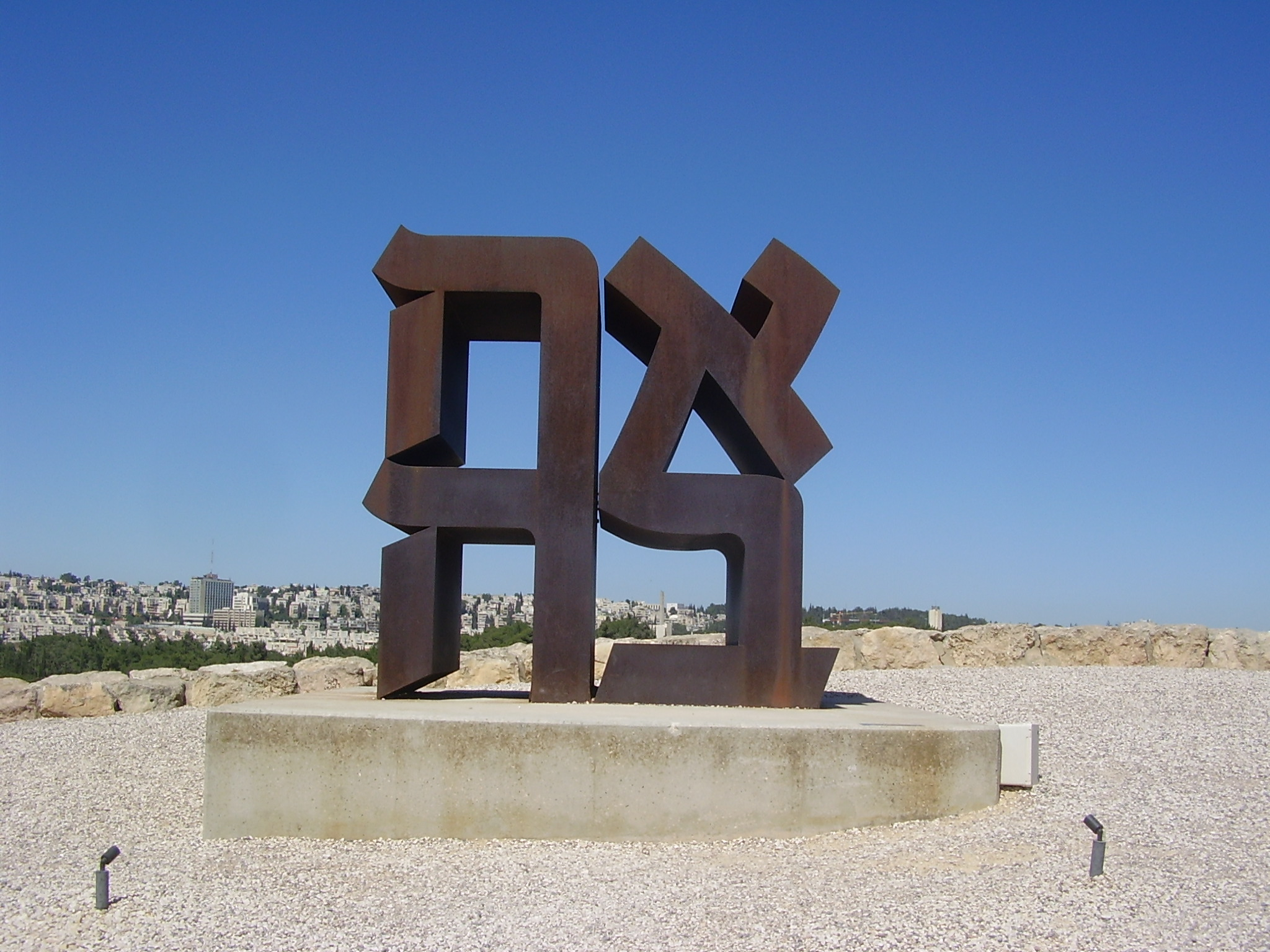
Robert Indiana, Ahavá (Amor), 1977. Museo de Israel, Jerusalén.
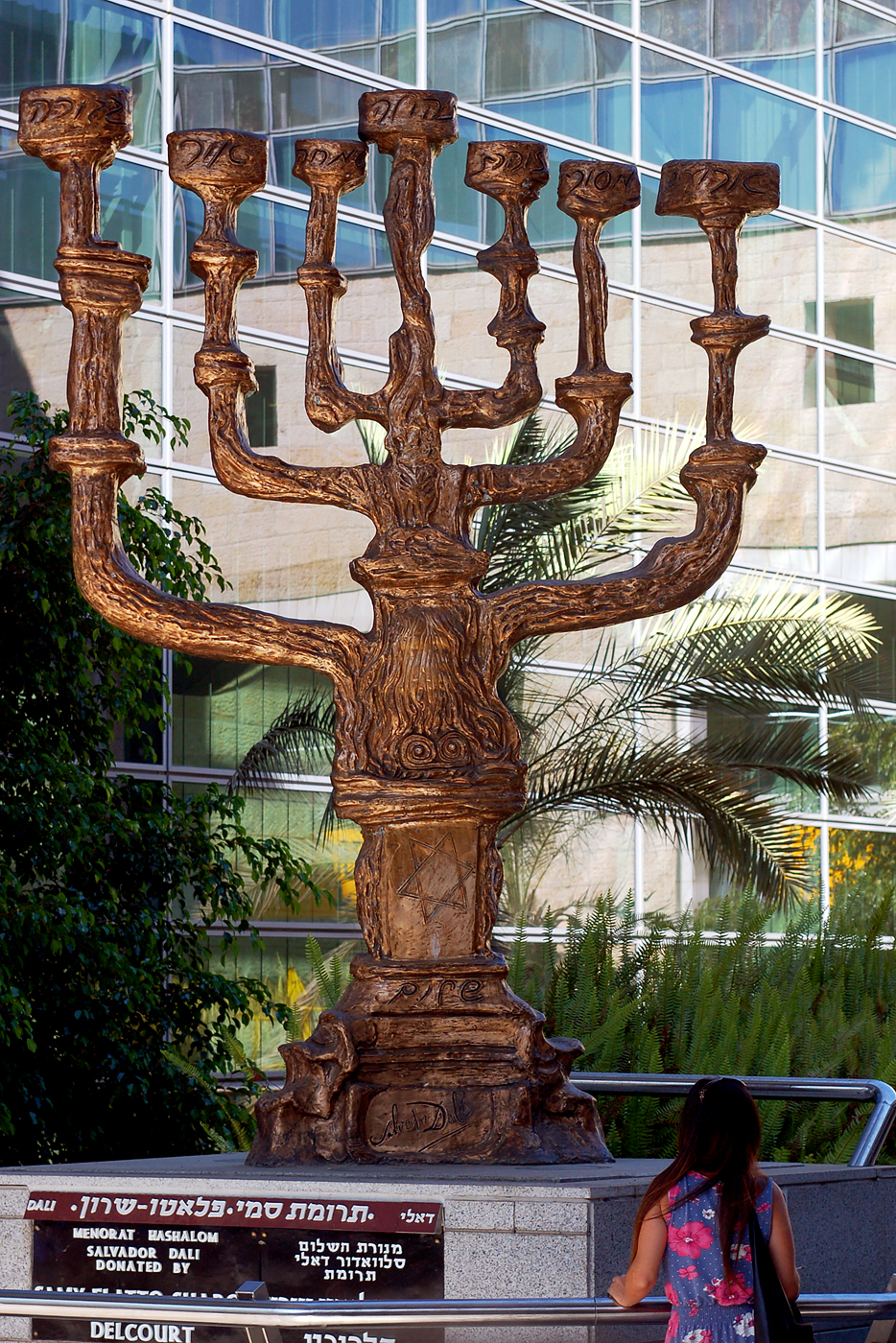
Salvador Dalí, Menorá de la Paz, bronce, 1980. Aeropuerto Internacional Ben Gurion, Lod.
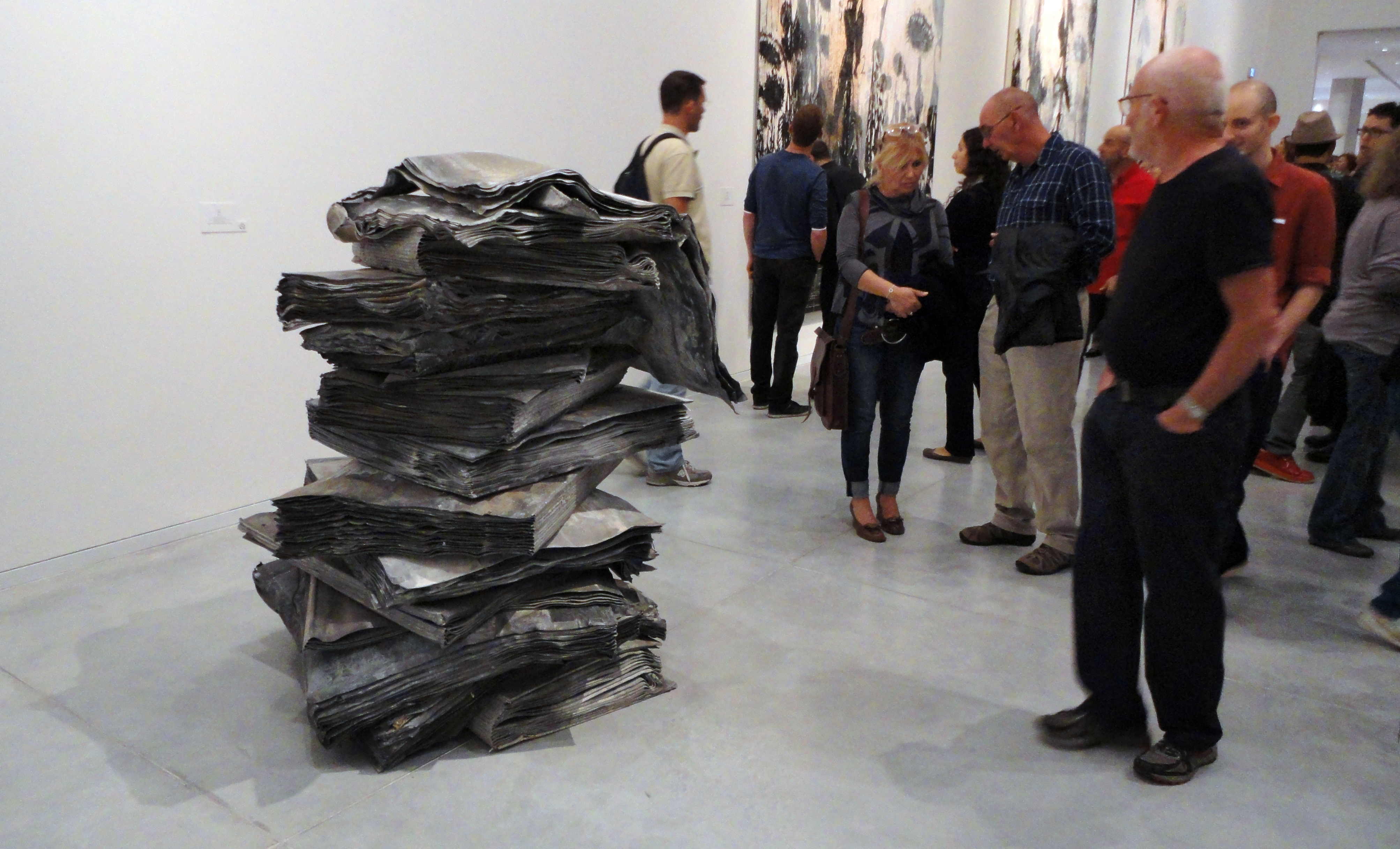
Anselm Kiefer, Shvirat Hakelim (El rompimiento de la vajilla), Museo de Arte de Tel Aviv, 2011. Los libros metálicos son alusiones a la cultura hebraica. Kiefer se interesa por el misticismo judío y la Cábala.

## Proyectos conjuntos

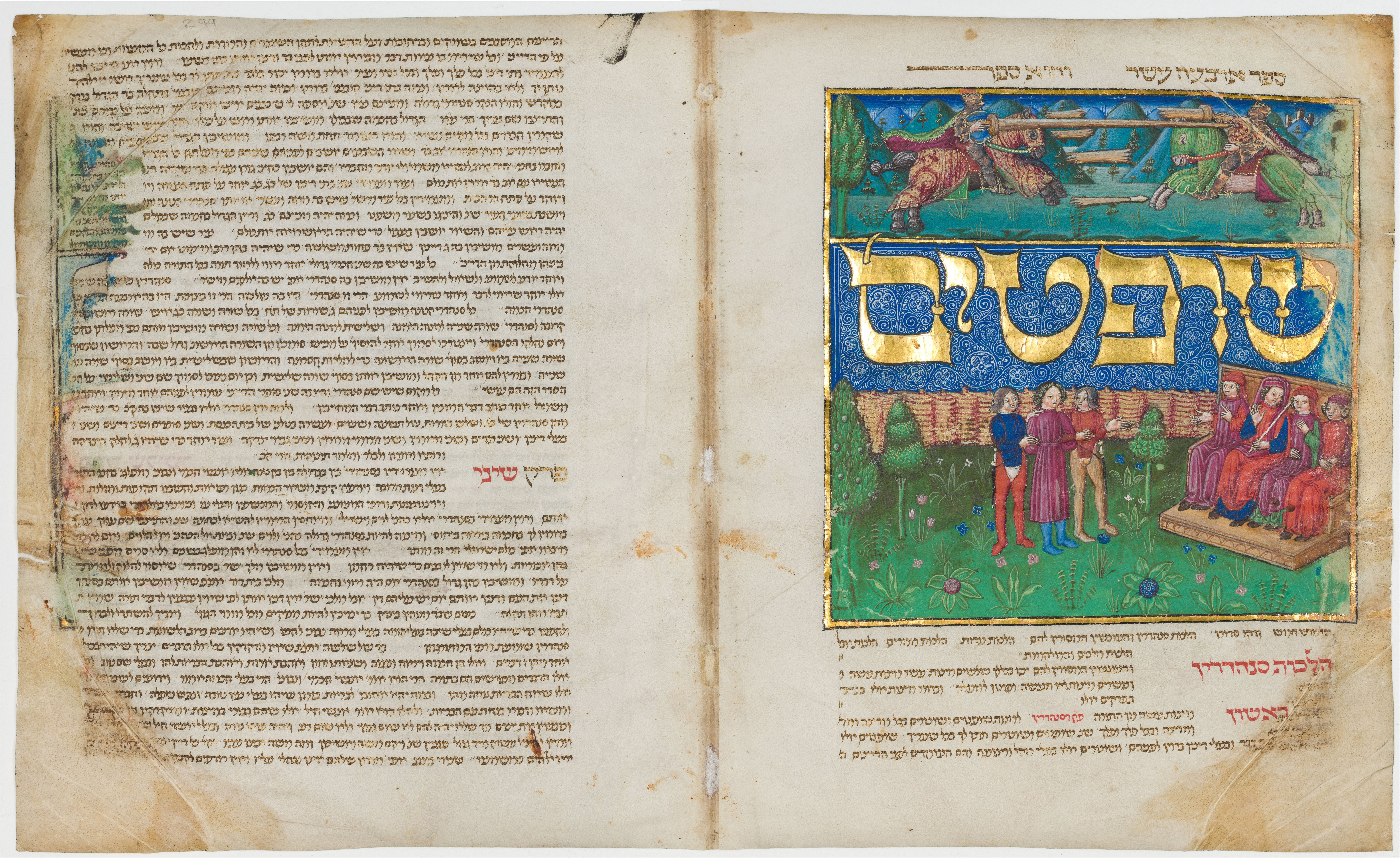
Arte judío europeo. Manuscrito sefarado-asquenazí. Mishné Torá, c. 1457. Sección titulada Sefer Mishpatim (Libro de las Leyes). Caligrafía asquenazí semi-cursiva. Museo de Israel, Jerusalén.

- Juntos otra vez. Curadores de la Biblioteca Apostólica Vaticana y del Museo de Israel organizaron una muestra de manuscritos hebreos miniados provenientes de la Santa Sede, siendo los mismos exhibidos en la exposición "De Roma a Jerusalén" presentada en Jerusalén en 2006.[39]  Desarrollada en 2015, año del cincuentenario de la Declaración Nostra Aetate y de la apertura del Museo de Israel, la exposición "Juntos otra vez" involucra el trabajo conjunto de la Biblioteca Apostólica y el Museo de Israel, permitiendo la reunión e investigación de un importante manuscrito hebreo miniado al que se conoce como un Mishné Torá renacentista de Maimónides, siendo el ejemplar exhibido desarrollado en el norte de Italia en 1457.[40]
- Synagoga y Ecclesia en Nuestro Tiempo. Desde Filadelfia, la Universidad Católica de San José encomendó formalmente al escultor californiano Joshua Koffman realizar una escultura para conmemorar el cincuentenario de la Declaración Nostra Aetate, "una obra que refleje las enseñanzas de la Iglesia católica en la actualidad".[41] Para dicha escultura, a ser llevada a cabo en bronce, Koffman completó un modelo preliminar en arcilla en abril de 2015.[41]  El trabajo de Koffman consiste en un par de personificaciones alegorícas de la Fe que dan respuesta a los tradicionales motivos iconográficos de Ecclesia et Synagoga (Iglesia y Sinagoga), desde el medioevo en adelante representando respectivamente la Fe católica y la Fe hebraica.[41] Con todo, Koffman, a diferencia de sus predecesores medievales, barrocos y decimonónicos, reinterpreta el tema de un modo innovador y original: su par alegórico no presenta a Ecclesia et Synagoga como rivales religiosas, sino como compañeras en su estudio del Texto Sagrado.[42] Synagoga porta en su regazo los rollos de la Torá, que se encuentran abiertos, listos para ser leídos. Ecclesia porta en sus brazos un libro abierto y que representa el Evangelio. Dichas alegorías de la Fe son jóvenes y ambas están coronadas. Durante el desarrollo gradual de la estructura y diferentes detalles de su escultura, Koffman ha conseguido sugerir un interés recíproco entre ambas protagonistas.[42] Ello es expresado de un modo gestual y a su vez significativo: la mirada de Ecclesia se dirige al texto de la Torá, mientras que la mirada de Synagoga se dirige al texto del Evangelio.[42]

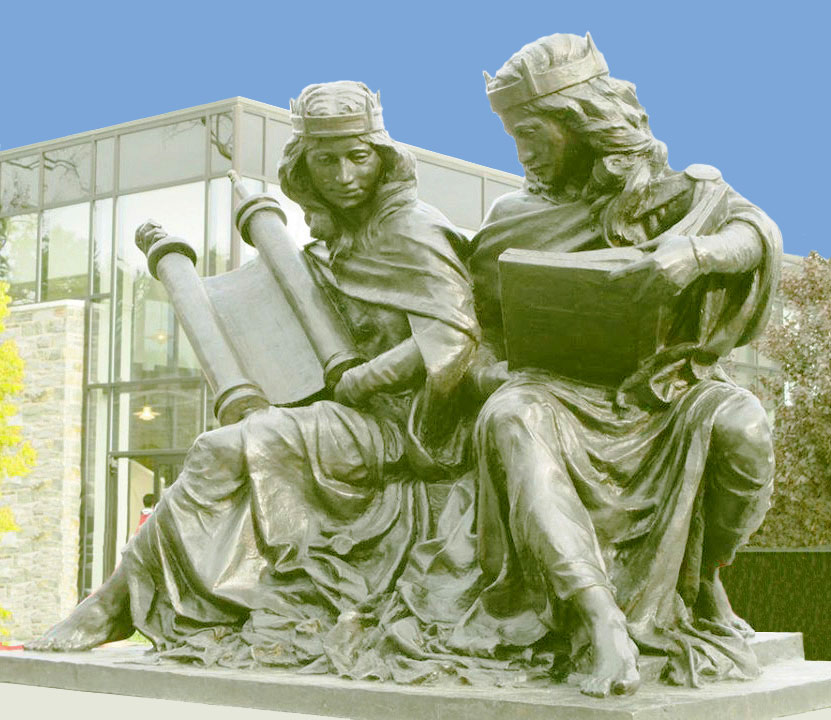
Synagoga y Ecclesia en Nuestro Tiempo. Obra realizada y exhibida en Filadelfia en julio de 2015. Los términos latinos "Synagoga" y "Ecclesia" retoman la expresión "Ecclesia et Synagoga" (Iglesia y Sinagoga), empleada en Europa durante el Medioevo para designar a las congregaciones católica y judía, respectivamente.

 La escultura de Koffman se titula Synagoga y Ecclesia en Nuestro Tiempo, siendo el componente temporal una clara alusión al título latino de la declaración pronunciada por el Segundo Concilio Vaticano en 1965. «Aquella declaración de 1965 repudió siglos de argumentos cristianos de que los judíos en su ceguera eran enemigos de Dios y que su vida espiritual era obsoleta. El documento [católico de 1965] llamó en vez a la amistad y el diálogo entre católicos y judíos». Considerando esto último, las figuras alegóricas a ser emplazadas en la Universidad de San José en Filadelfia son representadas con el propósito de expresar que "ambas [...] viven en alianza con Dios, lado a lado, aprendiendo cada una de ellas de los textos sagrados la otra, así como también de la distintiva experiencia de cada una de ellas respecto al Santísimo".  Según Philip A. Cunningham, la nueva escultura empleará las alegorías de Synagoga y Ecclesia representándolas con "nobleza y gracia", para ilustrar y perpetuar las palabras del papa Francisco: «El diálogo y la amistad con el pueblo judío son parte de la vida de los discípulos de Jesús. Existe entre nosotros una rica complementareidad que nos permite leer los textos de las Escrituras hebreas juntos y ayudarnos los unos a los otros al extraer las riquezas de la palabra de Dios.»  La escultura de Koffman comunicará aquello que el papa Francisco denomina el "viaje de amistad" que judíos y católicos vienen experimentando desde hace cinco décadas, expresó Adam Gregerman en abril de 2015.  El 27 de septiembre de 2015, casi al culminar su visita en los Estados Unidos y previo a la misa que celebraría horas más tarde ante una multitud, el papa Francisco se presentó en la jesuita Universidad de San José en Filadelfia, donde oró y bendijo la imagen que conmemora y honra las premisas de la Declaración Nostra Aetate: Synagoga y Ecclesia en Nuestro Tiempo. El momento contemplativo y gesto del pontífice ante la estatua conmemorativa del diálogo católico-judío son calificados por la prensa en términos de "visita histórica" ante una obra que presenta dos figuras femeninas, provistas cada una de ellas con sus textos sagrados, y dialogando constructivamente. El gesto papal es consonante con la declaración emitida por el pontífice ante los 300 representantes de la Conferencia Internacional de Cristianos y Judíos desarrollada en Roma en julio de 2015: «un definitivo 'sí' a las raíces judías del cristianismo y un irrevocable 'no' al antisemitismo. Los cristianos, todos los cristianos, tenemos raíces judías».  La escultura realizada por Koffman se ajusta a las premisas enunciadas en el texto de la Declaración Nostra Aetate de octubre de 1965:

Como es tan grande el patrimonio espiritual común a cristianos y judíos, este Sagrado Concilio quiere fomentar y recomendar el mutuo conocimiento y aprecio entre ellos, que se consigue sobre todo por medio de los estudios bíblicos y teológicos y con el diálogo fraterno. 
Aunque las autoridades de los judíos con sus seguidores reclamaron la muerte de Cristo, sin embargo, lo que en su Pasión se hizo, no puede ser imputado ni indistintamente a todos los judíos que entonces vivían, ni a los judíos de hoy. Y, si bien la Iglesia es el nuevo Pueblo de Dios, no se ha de señalar a los judíos como reprobados de Dios ni malditos, como si esto se dedujera de las Sagradas Escrituras. Por consiguiente, procuren todos no enseñar nada que no esté conforme con la verdad evangélica y con el espíritu de Cristo, ni en la catequesis ni en la predicación de la Palabra de Dios.
Además, la Iglesia, que reprueba cualquier persecución contra los hombres, consciente del patrimonio común con los judíos, e impulsada no por razones políticas, sino por la religiosa caridad evangélica, deplora los odios, persecuciones y manifestaciones de antisemitismo de cualquier tiempo y persona contra los judíos.
Por los demás, Cristo, como siempre lo ha profesado y profesa la Iglesia, abrazó voluntariamente y movido por inmensa caridad, su pasión y muerte, por los pecados de todos los hombres, para que todos consigan la salvación. Es, pues, deber de la Iglesia en su predicación el anunciar la cruz de Cristo como signo del amor universal de Dios y como fuente de toda gracia (Archivo Vaticano).

La escultura de Koffman se refiere al diálogo interreligioso y, aunque los medios de comunicación en español se refieren a ella como "La sinagoga y la iglesia en nuestro tiempo", su título original, en inglés, recurre a los términos latinos Synagoga y Ecclesia, dado que la obra responde específicamente al par de motivos antagónicos medievales, denominados técnicamente en latín. La obra contemporánea fue realizada en respuesta a la noción medieval "triunfo del cristianismo sobre el judaísmo" y lleva en su pedestal una cita del Papa Francisco: "Existe un rico complemento entre la Iglesia y el pueblo judío que nos permite ayudarnos a minar las riquezas de la palabra de Dios".